# بهرام زند
ابوالفضل بهرام زندی مشهور به بهرام زند (زادهٔ ۶ شهریور ۱۳۲۸ – درگذشتهٔ ۱۸ فروردین ۱۳۹۷)، دوبلور، مدیر دوبلاژ و مجری سرشناس ایرانی بود.
او سرپرستی گویندگان را در سریال‌های ایرانی از جمله «امام علی»، «مردان آنجلس»، «پهلوانان نمی‌میرند»، «مسافر»، «بشارت منجی» و «مدار صفر درجه»، و مجموعه‌های خارجی پرمخاطبی مانند «جنگجویان کوهستان»، «شرلوک هلمز»، «ناوارو» و «۲۴» بر عهده داشته‌است. دوبلاژ دو سریال شرلوک هولمز و ناوارو با تکنیک و مهارت بالای او توأم با جذابیت و صلابت صدای بهرام زند وی را پرچمدار و یکه‌تاز هنر دوبلاژ در دو دههٔ ۷۰ و ۸۰ شمسی ساخت و بیش از همه آثارش این دو اثر باعث ماندگاری ابدی صدای او در اذهان فارسی زبانان شدند. او حدود هشت سال با بیماری سرطان مبارزه می‌کرد و سرانجام در صبح روز شنبه ۱۸ فروردین ۱۳۹۷، در منزل خود در اثر ایست قلبی درگذشت.

## زندگی
ابوالفضل بهرام زندی در سال ۱۳۲۸ در تهران متولد شد. او فعالیت دوبله را از سال ۱۳۴۴ آغاز کرد. به‌دلیل اشتغال به شغل معلمی مدتی از کار فاصله گرفت و سپس مجدداً از سال ۱۳۴۸ وارد دوبله شد. او از سال ۱۳۵۸، به‌عنوان مدیر دوبلاژ نیز فعالیت نمود.
در سال ۱۳۶۰ با بازی در مجموعه‌ای تلویزیونی به نام «سینما تئاتر» (تئاتر ولایت) و سپس در سال ۱۳۶۲ با بازی در فیلم میرزا کوچک خان، بازیگری را هم تجربه کرد.
همچنین در سال ۱۳۷۵ در مسابقه «حافظه برتر» به‌عنوان مجری فعالیت نمود.

## فعالیت
بهرام زند، ابتدا به انجمن گویندگان رفت، ولی به او اعلام کردند که ورود تو به این عرصه خیلی طول می‌کشد؛ برای همین، در سال ۱۳۴۸ توسط یکی از آشنایان در تلویزیون به محمد خواجوی‌ها (مانی) معرفی شد و به عنوان کارآموز در «استودیو تلویزیون فیلم» مشغول فراگیری دوبله گشت او مدتی بعد برای همکاری به خسرو خسروشاهی معرفی شد.
زند در فیلم‌های بسیاری به جای شخصیت‌های گوناگون سخن گفت و سرپرستی گویندگان را در سریال‌های ایرانی ازجمله امام علی، روشن‌تر از خاموشی و مدار صفر درجه بر عهده داشت. او همچنین مدیر دوبلاژ مجموعه‌های خارجی پرمخاطبی مانند جنگجویان کوهستان، شرلوک هلمز، ناوارو و سریال ۲۴ بود. وی گفتار متن فصل‌هایی از مستند ایران را نیز انجام داد (هفت قسمت مربوط به مشهد و شش قسمت مربوط به کویر لوت).
دقت نظر در دوبله سریال شرلوک هلمز موجب شد که از طرف انجمن دوستداران شرلوک هلمز در انگلیس، با ارسال دو کتاب به عنوان هدیه، از دوبلهٔ این اثر تقدیر کنند.
از جمله موفقیت‌های ایشان در عرصه دوبله می‌توان به کسب عنوان «بهترین مدیر دوبلاژ سیما» در سال ۱۳۸۹ اشاره نمود.
آخرین فعالیت بهرام زند، صداپیشگی در پویانمایی فیلشاه (۱۳۹۶) در نقش شخصیت «پافیل» بود.

## درگذشت
وی که سال‌ها با بیماری سرطان معده مبارزه می‌کرد، صبح روز شنبه ۱۸ فروردین ۱۳۹۷ در منزل خود در اثر ایست قلبی در ۶۸ سالگی درگذشت. و در روز ۱۹ فروردین در آرامگاه خانوادگی در امامزاده عبدالله روستای قاسم‌آباد قندیشاد واقع در صباشهر شهرستان شهریار به خاک سپرده شد.

## آثار

### دوبلاژ/صداپیشگی
| سال       | عنوان                               | بازیگر                              | نقش                                     |
| --------- | ----------------------------------- | ----------------------------------- | --------------------------------------- |
| ۱۳۷۰      | قهرمان                              |                                     |                                         |
| ۱۳۷۳      | نگاهی دیگر                          |                                     |                                         |
| ۱۳۷۵      | عقرب                                | جمشید هاشم پور                      | ذوالفقار حسینی                          |
| ۱۳۷۶      | همسفر                               |                                     |                                         |
| ۱۳۷۷      | یک قدم تا مرگ                       |                                     |                                         |
| ۱۳۷۸      | شیرهای جوان                         |                                     |                                         |
| ۱۳۸۴      | شاهزادهٔ ایرانی                      |                                     |                                         |
| ۱۳۸۴      | مسیح                                |                                     |                                         |
| ۱۳۹۴      | ناسور                               |                                     | حسین بن علی                             |
| ۱۳۹۶      | مرگ نامه سهراب                      |                                     |                                         |
| ۲۰۱۳      | جاذبه                               | جرج کلونی                           | مَت کووالسکی                             |
| ۲۰۰۸      | بخوان و بسوزان                      | جرج کلونی                           | هَری فارِر                                |
| ۲۰۰۸      | کلاه‌چرمی‌ها                          | جرج کلونی                           | داچ کانِلّی                               |
| ۲۰۰۷      | مایکل کلیتون                        | جرج کلونی                           | مایکل کلِیتون                            |
| ۲۰۰۹      | بالا در آسمان                       | جرج کلونی                           | رایان بینگهام                           |
| ۱۹۹۷      | تغییر چهره                          | جان تراولتا                         | شان آرچر                                |
| ۱۹۹۴      | لئون حرفه‌ای                         | ژان رنو                             | لئون                                    |
| ۱۹۹۳      | داستانی از برانکس                   | رابرت دنیرو                         | لُرِنزو                                   |
| ۲۰۱۰–۲۰۰۱ | ۲۴                                  | کیفر ساترلند                        | جک باور                                 |
| ۱۹۷۵      | مسابقه مرگ ۲۰۰۰                     | سیلوستر استالونه                    | جو                                      |
| ۲۰۰۱      | شاهزاده دزدان                       | استوارت ویلسون                      | رابین هود                               |
| ۲۰۰۱      | تکامل                               | دیوید دوکاونی                       | آیرا کین                                |
| ۱۹۵۴      | انتخاب آقای هابسون                  | چارلز لوتن                          | هنری هوریشو هابسن                       |
| ۱۹۸۲      | بو ژست                              | جان فورجام                          | استوار لوژن                             |
| ۱۳۷۶      | پهلوانان نمی‌میرند                   | عبدالرضا اکبری                      | پهلوان نصرت                             |
| ۱۹۸۱      | فرار به‌سوی پیروزی (دوبلهٔ اول)       | پله                                 | پله                                     |
| ۱۹۹۰      | شمشیر تیپو سلطان                    |                                     | تیپو سلطان                              |
| ۱۳۸۶      | مدار صفر درجه                       | پیر داغر                            | سرگرد بهروز فتاحی                       |
| ۲۰۱۲      | چراغ‌های قرمز                        | رابرت دنیرو                         | سایمون سیلور                            |
| ۲۰۱۴      | من هنوز آلیس هستم                   | الک بالدوین                         | جان هالند»                              |
| ۱۹۷۴      | کالان                               | ادوارد وودوارد                      | دیوید کالان                             |
| ۱۹۹۸      | رونین                               | رابرت دنیرو                         | سام                                     |
| ۲۰۰۶      | راکی ۶ (بالبوآ)                     | سیلوستر استالونه                    | راکی بالبوآ                             |
| ۲۰۰۲–۱۹۸۱ | از سرزمین شمالی                     |                                     | «گوینده تیتراژ آغازین در سری اولی فیلم» |
| ۱۹۸۶      | داستان زندگی                        | ننجی کوبایاشی                       | گنزو (هازیمه) اونودرا (پدر هانیکو)      |
| ۱۹۹۴      | ۱–۹۹                                | لزلی گرنتام                         | مایک رِینور                              |
| ۱۹۹۷      | ناخوانده                            | لزلی گرنتام                         |                                         |
| ۱۳۸۲      | روشن‌تر از خاموشی                    | محمود پاک‌نیت                        | شاه عباس                                |
| ۲۰۰۶      | کازینو رویال                        | دنیل کریگ                           | جیمز باند                               |
| ۲۰۰۸      | ذره‌ای آرامش                         | دنیل کریگ                           | جیمز باند                               |
| ۲۰۱۵      | اسپکتر                              | دنیل کریگ                           | جیمز باند                               |
| ۲۰۰۸      | دعوت به جنگ                         | دنیل کریگ                           |                                         |
| ۲۰۰۴      | کیک لایه ای                         | دنیل کریگ                           |                                         |
| ۲۰۱۱      | کابوی‌ها و بیگانگان                  | دنیل کریگ                           |                                         |
| ۲۰۰۲      | دارودسته‌های نیویورکی                | دانیل دی-لوئیس                      | بیل کاتینگ                              |
| ۱۹۹۵      | شجاع‌دل                              | مل گیبسون                           | ویلیام والاس                            |
| ۲۰۱۰      | رابین‌هود                            | راسل کرو                            | رابین هود                               |
| ۲۰۰۰      | گلادیاتور                           | راسل کرو                            | ماکسیموس                                |
| ۱۹۹۴–۱۹۸۴ | ماجراهای شرلوک هلمز                 | جرمی برت                            | شرلوک هُلمز                              |
| ۲۰۱۶      | مردان خوب                           | راسل کرو                            | کارآگاه جکسون هیلی                      |
| ۱۹۹۵      | مظنونین همیشگی                      | گابریل بیرن                         | دین کیتون                               |
| ۱۹۸۵      | قطار افسارگسیخته                    | جان وُیت                             | اُسکار (مَنی) منهایم                      |
| ۱۹۸۱      | بچه‌های مدرسه والت                   | نا معلوم                            | پدر انریکو                              |
| ۲۰۱۵      | افسانه                              | (تام هاردی (به عنوان برادران دوقلو) | رونالد و رگی                            |
| ۱۹۹۴      | شیرشاه                              | جیمز ارل جونز                       | موفاسا                                  |
| ۱۹۹۳      | پایان نفس‌گیر (صخره‌نورد)             | سیلوستر استالونه                    | گیب واکر                                |
| ۲۰۱۴      | قدم زدن میان قبرها                  | لیام نیسون                          | مَت اِسکودر                               |
| ۱۳۷۵–۱۳۷۰ | امام علی                            | سعید نیک‌پور حسین خانی بیک           | عمار یاسر، دینار (زندان‌بان کوفه)        |
| ۲۰۰۰      | کوه‌نشین: پایان بازی                 | کریستوفر لمبرت                      | کانر مک‌لود                              |
| ۱۹۷۴–۱۹۷۳ | جنگجویان کوهستان                    | آتسو ناکامورا                       | لین چان                                 |
| ۱۹۸۸      | افسانهٔ شینگن                        | کیچی ناکایی                         | تاکدا شینگن                             |
| ۲۰۰۷–۱۹۸۹ | ناوارو                              | روژه انن                            | کمیسر آنتوان ناوارو                     |
| ۱۹۸۶      | کوه‌نشین                             | کریستوفر لمبرت                      | کانر مک‌لود                              |
| ۲۰۱۵      | فرار در سراسر شب                    | لیام نیسون                          | جیمی کانلون                             |
| ۱۹۸۷      | تسخیرناپذیران                       | رابرت دنیرو                         | آل کاپون                                |
| ۱۹۸۸      | آبی بیکران (آبی عمیق)               | ژان رنو                             | انزو مولیناری                           |
| ۲۰۱۱–۲۰۰۷ | شرق غرب ۱۰۱                         | دان هَنی                             | زین مالک                                |
| ۲۰۱۴      | تازیانه (ضربه شلاق)                 | جی. کی. سیمونز                      | ترنس فلچر                               |
| ۱۹۸۵      | لبه تاریکی                          |                                     |                                         |
| ۲۰۱۴–۲۰۱۲ | مأمور انتقال                        | کریس ونس                            | فرانک مارتین                            |
| ۲۰۱۰      | مردگان متحرک (خواب زدگان)           |                                     |                                         |
| ۱۹۷۶      | رسالت (محمد رسول‌الله)               | برونو بارنابی                       | امیه بن خلف                             |
| ۱۳۸۷      | بشارت منجی                          |                                     |                                         |
| ۲۰۱۴      | هتل گرند بوداپست (دوبله صدا و سیما) | رالف فاینس                          | مستر گوستاو                             |
|           | جان‌سخت ۴                            | بروس ویلیس                          |                                         |
| ۲۰۰۷      | روح سوار                            | نیکلاس کیج                          | روح‌سوار                                 |
| ۲۰۱۳      | سریع و خشمگین ۶                     | وین دیزل                            | دومینیک تورتو                           |
| ۲۰۱۵      | خشن ۷                               | وین دیزل                            | دومینیک تورتو                           |
|           | تریپل اکس                           | وین دیزل                            |                                         |
| ۲۰۰۵      | تریپل اکس: دولت متحد                | آیس کیوب                            | داریوس استون                            |
| ۲۰۰۵      | پس کی می‌رسیم؟                       | آیس کیوب                            | نیک پرسونز                              |
|           | مسابقه مرگ (فیلم)                   | جیسون استاتهام                      |                                         |
| ۲۰۰۶      | کازینو رویال                        | دنیل کریگ                           | جیمز باند                               |
| ۲۰۰۸      | ذره ای آرامش                        | دنیل کریگ                           | جیمز باند                               |
| ۲۰۱۵      | اسپکتر                              | دنیل کریگ                           | جیمز باند                               |
|           | گرفتن پلهام ۱۲۳                     | دنزل واشینگتن                       |                                         |
|           | پارکر                               | جیسون استاتهام                      |                                         |
|           | ترانسپورتر ۲                        | جیسون استاتهام                      |                                         |
|           | ترانسپورتر ۳                        | جیسون استاتهام                      |                                         |
|           | خون به پا خواهد شد                  | دانیل دی-لوئیس                      |                                         |
|           | یازده یار اوشن                      | جرج کلونی                           | دنی اوشن                                |
|           | دوازده یار اوشن                     | جرج کلونی                           | دنی اوشن                                |
|           | سیزده یار اوشن                      | جرج کلونی                           | دنی اوشن                                |
|           | رد                                  | بروس ویلیس                          |                                         |
|           | هرکول                               | دواین جانسون                        | هرکول                                   |
|           | سریع‌تر                              | دواین جانسون                        |                                         |
|           | بدون توقف                           | لیام نیسون                          |                                         |
|           | پلیس آهنی                           | پیتر ولر                            |                                         |
|           | آواره مجنون دیوانه                  | آکشی کومار                          |                                         |
|           | آنچه دل بخواهد                      | سلمان خان                           |                                         |
|           | تسخیر ناپذیران                      |                                     |                                         |
|           | چاپارخانه                           |                                     |                                         |
| دهه ۶۰    | راه قدس (طریق القدس)                |                                     |                                         |
| ۱۹۹۷      | لبه                                 | آنتونی هاپکینز                      | چارلز مورس                              |
| ۲۰۰۰      | یافتن فارستر                        | شان کانری                           | ویلیام فارستر                           |
| ۱۹۹۶      | سفرهای گالیور(دوبله اول - ۱۳۸۲)     | تد دنسن                             | گالیور                                  |
| ۱۹۹۹      | تحلیلش کن                           | رابرت دنیرو                         | پل ویتی                                 |
| ۲۰۰۲      | تحلیل آن (آن را تحلیل کن)           | رابرت دنیرو                         | پل ویتی                                 |
| ۱۹۹۷      | به خاطر رزانا                       | ژان رنو                             | مارچلو                                  |
| ۱۹۸۸      | آبی بیکران                          | ژان رنو                             | انزو مولیناری                           |
| ۲۰۰۰      | رودهای قرمز (رودخانه سرخ)           | ژان رنو                             | پییر نیمانس                             |
| ۱۹۸۰      | مرد فیل‌نما (دوبله اول)              | آنتونی هاپکینز                      | جان مریک                                |
| ۲۰۱۵      | مک‌فارلند، آمریکا                    | کوین کاستنر                         | جیم وایت                                |
| ۱۹۵۴      | تازیانه آسمانی (آتیلا) (دوبله دوم)  | ادواردو چانلی                       | اونگزیو                                 |
| ۱۳۶۸      | پنجاه و سه نفر                      | فریبرز سمندرپور                     |                                         |
| ۱۹۸۱      | عملیات مرداب                        | لس لانوم                            | کاسپر                                   |
| ۱۹۸۹      | کسب‌وکار خانوادگی                    | شان کانری                           | جسی مک‌مالن                              |
| ۲۰۰۰      | شکست ناپذیر (نشکن)                  | بروس ویلیس                          | دیوید دان                               |
| ۱۹۹۹      | حس ششم                              | بروس ویلیس                          | دکتر مایکل کُرو                          |
| ۱۹۹۰      | هملت                                | مل گیبسون                           | هملت                                    |
| ۱۹۷۴      | گتسبی بزرگ                          | بروس درن                            | جی گتسبی                                |
| ۱۹۷۵      | بعدازظهر سگی                        | جان کازال                           | سال                                     |
| ۱۳۹۶      | انیمیشن فیلشاه                      |                                     | پافیل                                   |
| ۱۳۹۴      | انیمیشن فهرست مقدس                  |                                     | هاران                                   |
| ۱۹۷۹      | عدالت برای همه                      | جفری تامبر                          | جی پورتر                                |
| ۱۹۸۸      | جان‌سخت (دوبله اول)                  | بروس ویلیس                          | جان مک کلین                             |
| ۱۹۷۲      | پدرخوانده (دوبله دوم)               | جیمز کان                            | سانی کورلئونه                           |
| ۱۹۶۴      | پیروزی ده گلادیاتور                 | استلیو کندلی                        | مارکوس مارکو                            |
| ۱۳۶۸      | مرگ پلنگ                            |                                     |                                         |
| ۱۳۷۱      | افعی (فیلم)                         | جمشید هاشم‌پور                       | شاهین اسدی                              |
| ۱۳۶۸      | ورطه( فیلم)                         | اد هریس                             | باد برگمن                               |
| ۲۰۰۷      | جایی برای پیرمردها نیست (فیلم)      | خاویر باردم                         | آنتون چیگور                             |
| ۱۹۹۷      | ادیسه (مینی‌سریال)                   | آرماند آسانته                       | اودیسئوس                                |
| ۱۹۷۵      | تحریم آیگر (قاتلی بر فراز آیگر)     | گرگوری ولکات                        | پوپ                                     |
| ۱۹۹۵      | مخمصه                               | رابرت دنیرو                         | نیل مک‌کالی                              |
| ۱۹۷۵      | گیوتین پرنده                        |                                     |                                         |
| ۱۹۷۶      | همه مردان رئیس‌جمهور                 | هال هالبروک                         | صدا کلفته                               |
| ۲۰۰۶      | حادثه در نیویورک                    | بروس ویلیس                          |                                         |

### سرپرست گویندگان
برخی از فیلمهایی که بهرام زند، مدیریت دوبلاژ آنها را بر عهده داشت:
- کوه نشین (آخرین مرد) (۱۹۸۶)
- شجاع دل(۱۹۹۵)
- رانین (۱۹۹۸)
- گلادیاتور (۲۰۰۰)
- خون به پا خواهد شد (۲۰۰۷)
- رابین هود (فیلم سینمایی) (۲۰۱۰)
- استاد (با نام گمگشته دوبله شد) (۲۰۱۲)
- تغییر چهره
- چشم عقاب (۱۳۷۷)
- شیرهای جوان (۱۳۷۸)
- بچه‌های مدرسه والت
- شاهزاده ایرانی (۱۳۸۴)
- پرچم‌های قلعه کاوه (۱۳۸۶)
- ورطه (۱۳۶۸)

لیست مجموعه تلویزیونی‌هایی که بهرام زند مدیریت دوبله آن‌ها را بر عهده داشت:
- شیخ بهایی[۷] (تاریخ دوبله: ۱۳۸۱)[۱۲][۳۲]
- مدار صفر درجه (دوبله: ۱۳۸۵ و ۱۳۸۶)
- ۲۴ (تاریخ دوبله: ۱۳۸۹ و ۱۳۹۰)[۳۳]
- روشنتر از خاموشی[۷] (تاریخ دوبله: ۱۳۸۱)[۳۴]
- پهلوانان نمی‌میرند[۷] (دوبله: ۱۳۷۵)[۳۵]
- کارتونی بچه‌های مدرسه والت (دوبله: ۱۳۶۴)[۳۶]
- مسافر[۷]
- مردان آنجلس (۱۳۷۵)
- فرستاده (۱۳۸۱)
- ناوارو (تاریخ دوبله: ۱۳۷۶)
- شرلوک هولمز[۷]
- تعطیلات نوروزی (مجموعه تلویزیونی) (۱۳۷۰)
- مسافر ری[۷]
- امام علی[۷] (دوبله: ۱۳۷۴)
- جنگجویان کوهستان[۳۷]
- از سرزمین شمالی[۷]
- بشارت منجی[۳۸]

### بازیگر
- بازی در مجموعه «سینما تئاتر» (۱۳۶۰)[۳۹]
- میرزا کوچک خان (۱۳۶۲)

### اجرا
- مجری مسابقه «حافظه برتر» (۱۳۷۵)[۴۰]

### مستند
- مستند ایران–مشهد (حمید مجتهدی) (۱۳۹۰)[۱۵]
- مستند سفره‌های بهشتی – (مهدی شایقی حق) (۱۳۹۳)
- مستند مطبخ سرکار فیض آثار – (مهدی شایقی حق) (۱۳۹۳)

### به‌عنوان داور
مسابقه تلویزیونی:
- جادوی صدا